# Holyoke (Colorado)
Holyoke és una població dels Estats Units, seu del comtat de Phillips, a l'estat de Colorado. Segons el cens del 2000 tenia 2.261 habitants.

## Demografia
Segons el cens del 2000, Holyoke tenia 2.261 habitants, 896 habitatges, i 594 famílies. La densitat de població era de 501,7 habitants per km².
Dels 896 habitatges en un 34,4% hi vivien nens de menys de 18 anys, en un 57,9% hi vivien parelles casades, en un 6,3% dones solteres, i en un 33,7% no eren unitats familiars. En el 30,6% dels habitatges hi vivien persones soles el 16% de les quals corresponia a persones de 65 anys o més que vivien soles. El nombre mitjà de persones vivint en cada habitatge era de 2,47 i el nombre mitjà de persones que vivien en cada família era de 3,11.
Per edats la població es repartia de la següent manera: un 28,3% tenia menys de 18 anys, un 6,4% entre 18 i 24, un 26,6% entre 25 i 44, un 20,1% de 45 a 60 i un 18,7% 65 anys o més.
L'edat mediana era de 38 anys. Per cada 100 dones de 18 o més anys hi havia 86,7 homes.
La renda mediana per habitatge era de 30.984 $ i la renda mediana per família de 36.970 $. Els homes tenien una renda mediana de 30.500 $ mentre que les dones 17.455 $. La renda per capita de la població era de 15.697 $. Entorn del 12% de les famílies i el 14,6% de la població estaven per davall del llindar de pobresa.

## Poblacions més properes
El següent diagrama mostra les poblacions més properes.